# Bosrank
De bosrank (Clematis vitalba) is een vaste plant uit de ranonkelfamilie (Ranunculaceae)

## Beschrijving
De bosrank is een houtige klimplant die voorkomt in bossen en kreupelhout op kalkhoudende gronden. De stengel kan tot 6 cm dik worden. De lengte kan tot 30 meter bedragen.
Het blad is bleekgroen en enkel geveerd. Er zijn drie tot negen gesteelde blaadjes, die hartvormig of eirond zijn. De rand kan gaaf of gekarteld zijn. De plant bloeit in eindstandige en okselstandige pluimen van juni tot augustus. De bloemen hebben een doorsnede van 2 cm en verspreiden een onaangename geur. De aan weerszijden viltige bloemdekbladen zijn groen aan de buiten- en wit aan de binnenkant. De bosrank draagt lang behaarde dopvruchtjes met een tot 4 cm lang pluimpje (snavel).
Het sap is giftig door protoanemonine.

## Voorkomen
De bosrank is in België vrij algemeen; in Nederland is hij het vaakst aan te treffen in de provincie Limburg, in het rivierengebied, met name op rivierkribben en rivierduinen, en in kalkrijke duinen in de zuidelijke helft van de kuststrook. De plant bereikt in Nederland de noordelijke grens van zijn natuurlijke verspreidingsgebied. Na aanplanting in tuinen verwildert hij gemakkelijk in kalk- en voedselrijke bodems.

## Plantengemeenschap
De bosrank is een kensoort voor de klasse van doornstruwelen (Rhamno-Prunetea).

## Andere namen
In de volksmond heeft de plant verschillende namen, zoals heggenwurger, smookhout en vuurkruid.

Bosrank
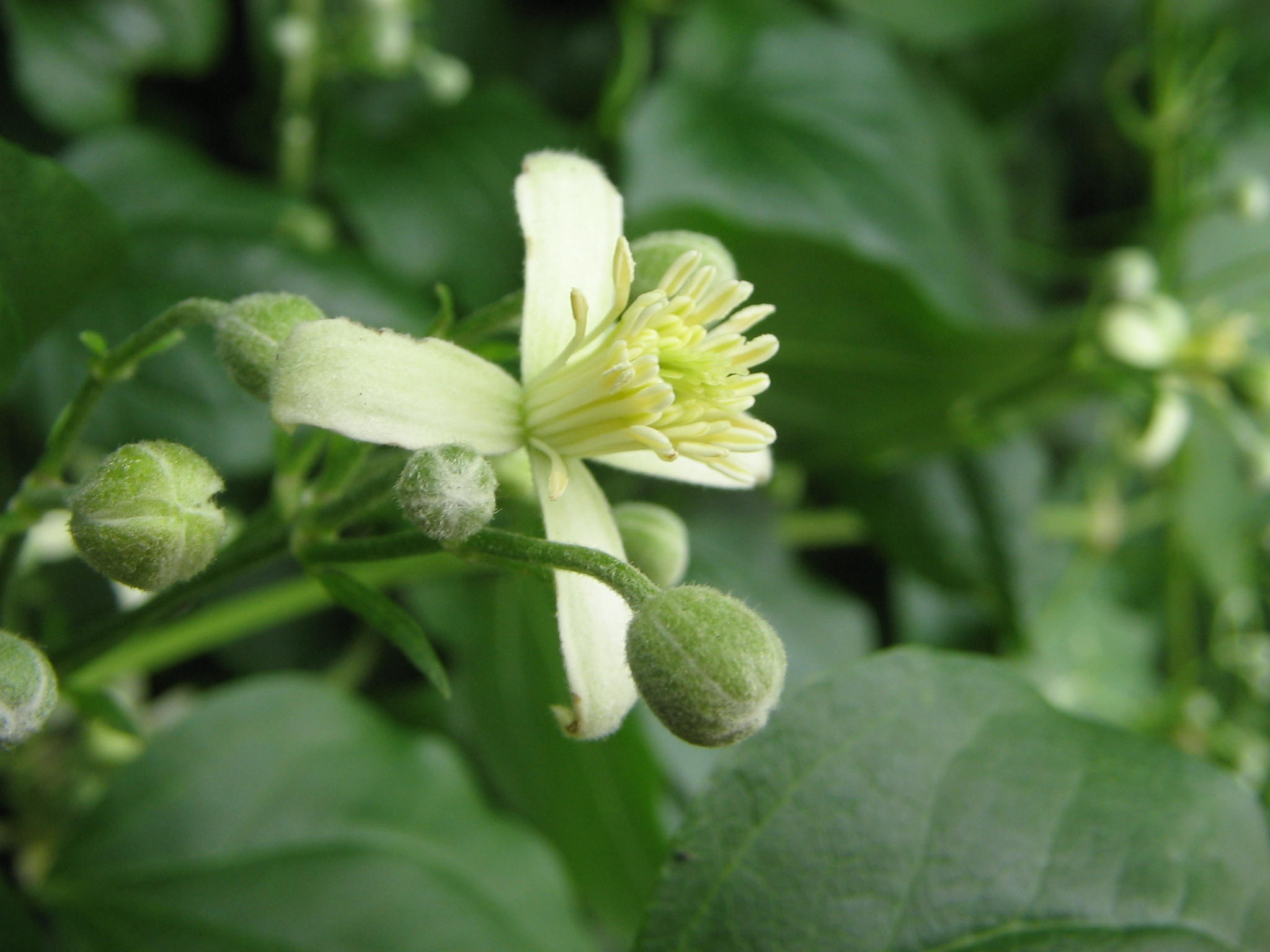
bloem en knoppen
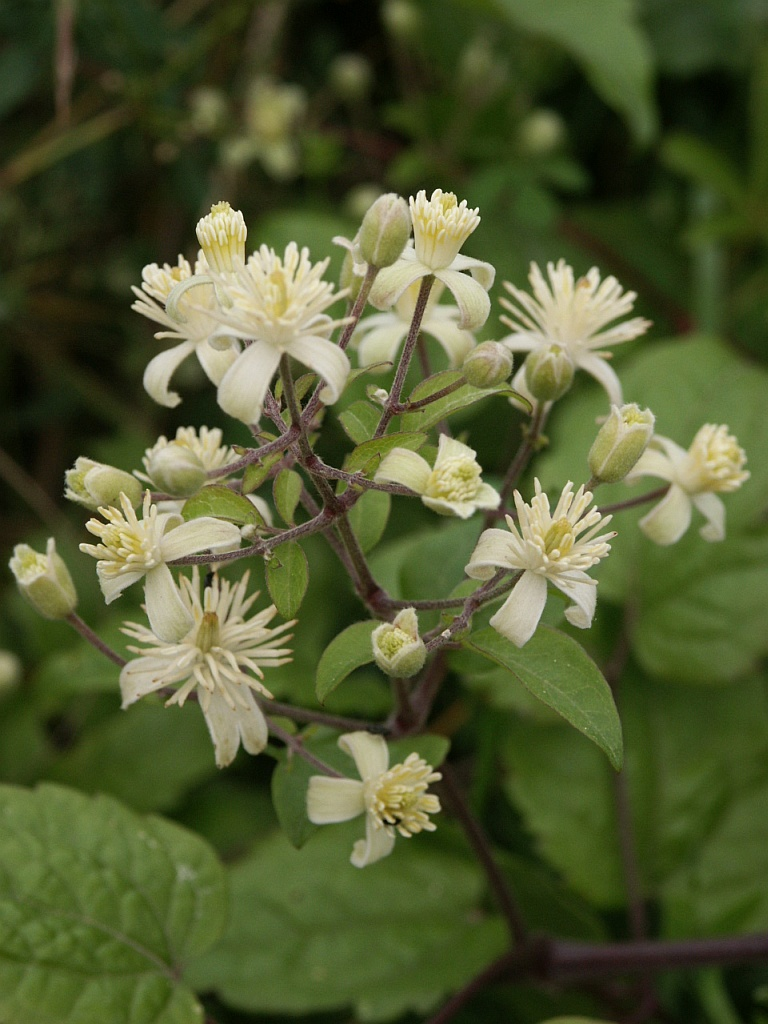
bloemen
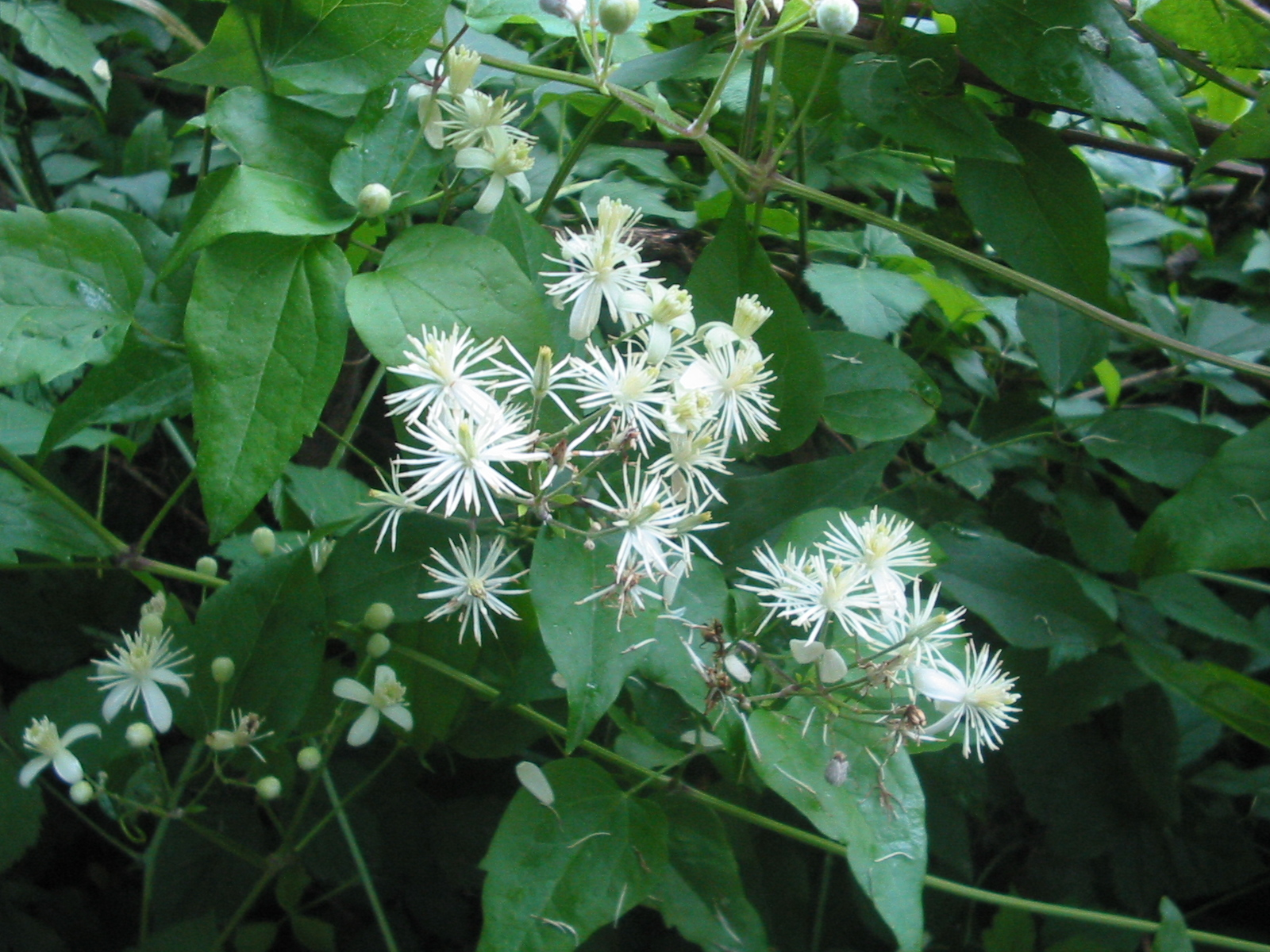
bloei
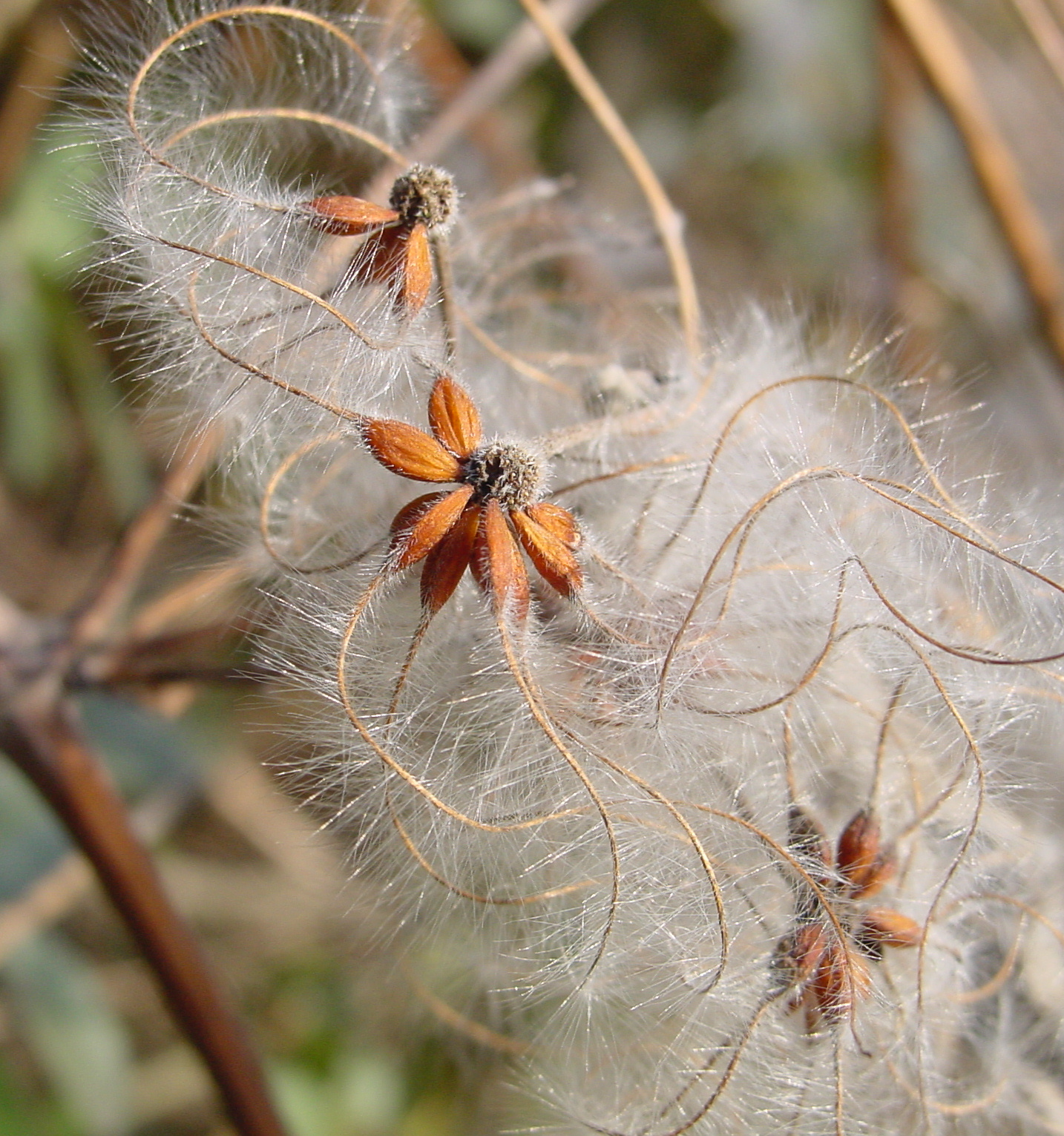
Vruchten
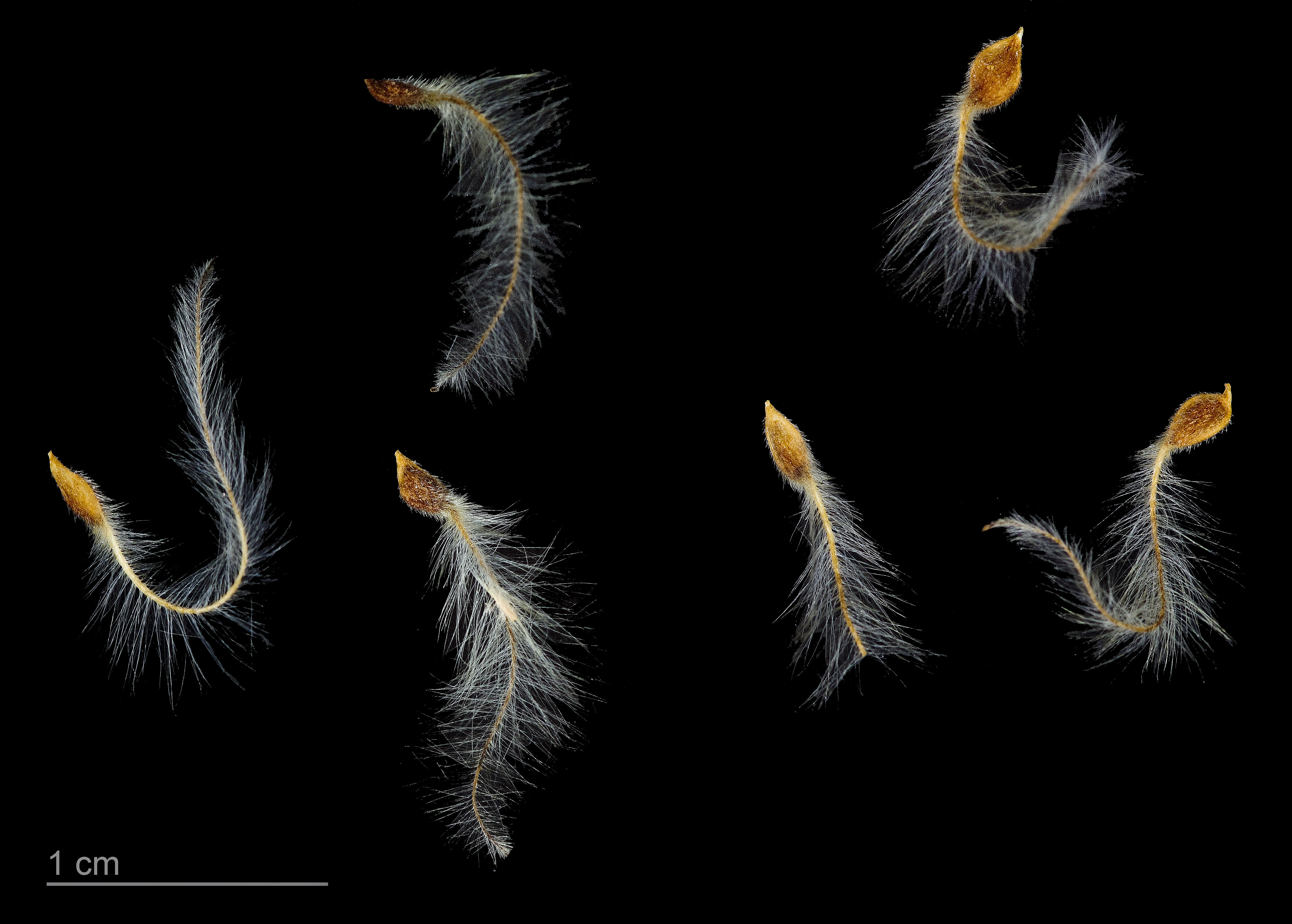
Vruchten